# Ткачёв, Алексей Николаевич
Алексе́й Никола́евич Ткачёв (род. 1 марта 1957, Выселки, Краснодарский край) — российский государственный политический деятель, депутат Государственной Думы IV, V, VI VII и VIII созывов. Член фракции «Единая Россия». Член комитета Государственной Думы по вопросам собственности, земельным и имущественным отношениям. Старший брат бывшего министра сельского хозяйства РФ и бывшего губернатора Краснодарского края Александра Ткачёва.
За нарушение территориальной целостности Украины во время российско-украинской войны находится под персональными международными санкциями всех стран Европейского союза, Великобритании, США, Канады, Швейцарии, Австралии, Японии, Украины, Новой Зеландии.

## Биография
В 1979 году получил высшее военное образование, окончив Саратовское высшее военное командное училище им. Героя Советского Союза генерал-майора А. И. Лизюкова. В 2003 прошёл переподготовку по специальности «экономика и управление на предприятии» в Новочеркасской государственной мелиоративной академии. В 2004 году защитил диссертацию на соискание учёной степени кандидата экономических наук. Позже сетевое сообщество «Диссернет» обнаружило некорректные заимствования в работе Ткачёва. С 1979 по 1992 года служил в ракетных войсках ПВО СССР и Вооружённых Сил РФ. Уволен в запас в звании Полковника. С 1992 года работал в ЗАО «Агрококплекс» начальником цеха, заместителем гендиректора, с 1996 по 2006 год работал генеральным директором предприятия. В 1993—2002 годах был муниципальным депутатом Выселковского района. В 2002—2003 был депутатом Законодательного Собрания Краснодарского края.
В 2003 году баллотировался в Госдуму по одномандатному избирательному округу № 45, был избран депутатом Госдумы IV созыва. В 2007 году вновь баллотировался в Госдуму по спискам партии «Единая Россия», в результате распределения мандатов стал депутатом Государственной Думы V созыва. В 2011 году выдвигался по спискам партии «Единая Россия» в Госдуму, по итогам распределения мандатов стал депутатом Государственной Думы VI созыва.
В сентябре 2016 года вновь баллотировался по спискам «Единой России» в Госдуму, по результатам распределения мандатов в четвёртый раз стал депутатом Государственной Думы VII созыва.
С сентября 2021 года — депутат Государственной думы Федерального собрания Российской Федерации VIII созыва.

## Законотворческая деятельность
С 2003 по 2019 год, в течение исполнения полномочий депутата Государственной Думы IV, V, VI и VII созывов, выступил соавтором 106 законодательных инициатив и поправок к проектам федеральных законов.

## Международные санкции
Из-за нарушения территориальной целостности и независимости Украины во время российско-украинской войны находится под персональными международными санкциями разных стран. С 25 февраля 2022 года был включен в санкционный список всех стран Европейского союза. С 4 марта 2022 года находится под санкциями Швейцарии. С 11 марта 2022 года находится под санкциями Великобритании. С 12 апреля 2022 под персональными санкциями Японии. С 4 мая 2022 года находится под санкциями Австралии.
Указом президента Украины Владимира Зеленского с 7 сентября 2022 года находится под санкциями Украины. С 30 сентября 2022 года находится под санкциями Соединенных Штатов Америки. С 12 октября 2022 года находится под санкциями Новой Зеландии.

## Семья
Женат, есть сын и дочь 1988 г.р. Анастасия Краттли, замужем за Кириллом Краттли — сыном американского бизнесмена Роберта Линкольна Краттли.

## Награды
- Медаль ордена «За заслуги перед Отечеством» II степени[16]
- Орден Почёта (31 июля 2012 года) — за большой вклад в развитие российского парламентаризма и активное участие в законотворческой деятельности[17]
- Орден «За службу Родине в Вооруженных Силах СССР» III степени
- Орден Преподобного Сергия Радонежского III степени
- Медаль «За выдающийся вклад в развитие Кубани» I степени
- Заслуженный работник сельского хозяйства Кубани (2002).